# Sichuan Tengzhong
Sichuan Tengzhong Heavy Industrial Machinery Company, vanligen förkortat till enbart Sichuan Tengzhong, på kinesiska 腾中重工, är en kinesisk verkstadskoncern baserad i staden Chengdu i provinsen Sichuan. De tillverkar bland annat maskiner och utrustning avsedda för vägbyggen samt olika typer av specialfordon. 
I juni 2009 började man förhandla med amerikanska General Motors om att köpa bilmärket Hummer, vilket den kinesiska regeringen stoppade i februari 2010.